# Capillaster macrobrachius
Capillaster macrobrachius is een haarster uit de familie Comatulidae.
De wetenschappelijke naam van de soort werd in 1890 gepubliceerd door Clemens Hartlaub.